# Sécheval
Sécheval és un municipi francès situat al departament de les Ardenes i a la regió del Gran Est. L'any 2007 tenia 489 habitants.

## Demografia

### Població
El 2007 la població de fet de Sécheval era de 489 persones. Hi havia 178 famílies de les quals 28 eren unipersonals (16 homes vivint sols i 12 dones vivint soles), 59 parelles sense fills, 71 parelles amb fills i 20 famílies monoparentals amb fills.
La població ha evolucionat segons el següent gràfic:
Habitants censats

### Habitatges
El 2007 hi havia 193 habitatges, 175 eren l'habitatge principal de la família, 10 eren segones residències i 8 estaven desocupats. 183 eren cases i 9 eren apartaments. Dels 175 habitatges principals, 152 estaven ocupats pels seus propietaris, 22 estaven llogats i ocupats pels llogaters i 2 estaven cedits a títol gratuït; 8 tenien dues cambres, 18 en tenien tres, 45 en tenien quatre i 105 en tenien cinc o més. 124 habitatges disposaven pel capbaix d'una plaça de pàrquing. A 70 habitatges hi havia un automòbil i a 90 n'hi havia dos o més.

### Piràmide de població
La piràmide de població per edats i sexe el 2009 era:
| Homes | Edats   | Dones |
| ----- | ------- | ----- |
| 0     | 95 o +  | 0     |
| 0     | 90 a 94 | 0     |
| 0     | 85 a 89 | 8     |
| 8     | 80 a 84 | 0     |
| 4     | 75 a 79 | 8     |
| 12    | 70 a 74 | 8     |
| 4     | 65 a 69 | 4     |
| 4     | 60 a 64 | 12    |
| 8     | 55 a 59 | 4     |
| 8     | 50 a 54 | 4     |
| 12    | 45 a 49 | 8     |
| 32    | 40 a 44 | 20    |
| 28    | 35 a 39 | 24    |
| 20    | 30 a 34 | 24    |
| 4     | 25 a 29 | 4     |
| 12    | 20 a 24 | 4     |
| 16    | 15 a 19 | 12    |
| 12    | 10 a 14 | 16    |
| 20    | 5 a 9   | 24    |
| 12    | 0 a 4   | 24    |

## Economia
El 2007 la població en edat de treballar era de 319 persones, 222 eren actives i 97 eren inactives. De les 222 persones actives 207 estaven ocupades (115 homes i 92 dones) i 15 estaven aturades (6 homes i 9 dones). De les 97 persones inactives 29 estaven jubilades, 21 estaven estudiant i 47 estaven classificades com a «altres inactius».

### Ingressos
El 2009 a Sécheval hi havia 180 unitats fiscals que integraven 496 persones, la mediana anual d'ingressos fiscals per persona era de 18.217 €.

### Activitats econòmiques
Dels 8 establiments que hi havia el 2007, 5 eren d'empreses de construcció, 1 d'una empresa de comerç i reparació d'automòbils i 2 d'empreses classificades com a «altres activitats de serveis».
Dels 6 establiments de servei als particulars que hi havia el 2009, 2 eren paletes, 1 guixaire pintor, 1 fusteria, 1 lampisteria i 1 restaurant.
L'únic establiment comercial que hi havia el 2009 era una botiga de menys de 120 m².
L'any 2000 a Sécheval hi havia 5 explotacions agrícoles.

## Equipaments sanitaris i escolars
El 2009 hi havia una escola elemental.

## Poblacions més properes
El següent diagrama mostra les poblacions més properes.